# Dina Galli
Dina Galli (6 de diciembre de 1877 – 4 de marzo de 1951) fue una actriz teatral y cinematográfica de nacionalidad italiana, activa en la época del cine mudo.

## Biografía
Su verdadero nombre era Clotilde Anna Maria Galli, y nació en Milán, Italia. Muy pronto tuvo contacto con el mundo del teatro gracias a su madre Armellina Nesti, una actriz de carácter que actuaba en pequeñas compañías en las que Galli obtuvo pequeños papeles infantiles. Pero en 1890 Edoardo Ferravilla, un gran actor en dialecto milanés, cambió la suerte de la joven actriz: apoyada y alentada, pasó de los papeles de reparto a otros más importantes, que revelaban su instintiva y convincente vena cómica. 
Dotada de un físico menudo y seco, y de un rostro particular, con grandes ojos azules prominentes, "la Dina" (como familiarmente la llamaban sus colegas y el público) conquistó rápidamente el favor de los espectadores y de la crítica.
La notoriedad obtenida con el repertorio en dialecto le procuró, en 1900, el ingreso como actriz joven en la compañía Talli-Gramatica-Calabresi, que también incluía entre sus actores a Ruggero Ruggeri en sus comienzos.
Las actuaciones de Galli chocan en un principio con el estilo controlado y elegante construido por Virgilio Talli; pero pronto llegó la oportunidad para que la actriz milanesa se luciera: Irma Gramatica rechazó interpretar “La dame de chez Maxim”, de Georges Feydeau, considerando poco decoroso su papel, que de esa manera consiguió Galli. El éxito de la brillante y maliciosa obra de género pochade marcó definitivamente la confirmación de la actriz: las obras de Feydeau, Veber, Hennequin y de los autores de vodevil tuvieron en Dina Galli la intérprete ideal de muchos protagonistas frívolos y picantes, con unas actuaciones espontáneas e irónicas y carentes de vulgaridad que obtuvieron la simpatía de todos.
Tras haber formado una compañía propia, en 1907, con Giuseppe Sichel y Amerigo Guasti, pasó de éxito en éxito en compañía de otros célebres actores como Stanislao Ciarli, Ignazio Bracci, Antonio Gandusio, Paola Pezzaglia, Nino Besozzi y Enrico Viarisio, especializándose en el repertorio ligero y teñido de sentimiento. En los años de la Primera Guerra Mundial llevó al triunfo dos obras de Dario Niccodemi: La maestrina" y "Scampolo".
Galli dio alma a las obras sentimentales y brillantes de Arnaldo Fraccaroli, Giovacchino Forzano, Giovanni Cenzato y Giuseppe Adami, cuya Felicita Colombo (1935) constituyó el retorno de la actriz al dialecto milanés y a la actuación de carácter.
Tras un período dedicado a la actividad cinematográfica — que dedica principalmente a los mismos papeles que ya había interpretado en el teatro — Galli vuelve a escena tras finalizar la Segunda Guerra Mundial, actuando en revistas (Col cappello sulle ventitré, en 1945, y Quo vadis? en 1950) y en obras que dan vida a personajes de delicada comicidad, como Arsenico e vecchi merletti (1945), actuando junto a Rina Morelli.
También es recordada por sus actuaciones junto a Nino Besozzi y Lucio Ridenti. En su compañía teatral, que fundó con Amerigo Guasti, su compañero en vida, trabajó con Nunzio Filogamo, Marcella Rovena, Antonio Gandusio y Evi Maltagliati.
Como actriz cinematográfica interpretó diversos filmes, el más conocido de ellos Felicita Colombo, de 1937, adaptación de una historia de Giuseppe Adami dirigida por Mario Mattoli. Al año siguiente rodó Nonna Felicita, siempre bajo dirección de Mattoli y guion de Adami. Con el mismo director actuó en 1942, en plena Segunda Guerra Mundial, en Stasera niente di nuovo. Su última interpretación tuvo lugar en I cadetti di Guascogna, film de 1950 en el cual no estuvo acreditada, y en cual actuaba un joven Arnoldo Foà.
Galli también apareció en el documental C'era una volta Angelo Musco, escrito y dirigido por Giorgio Walter Chili, y distribuido en 1953.
Dina Galli falleció en Roma, Italia, el 4 de marzo de 1951. Fue enterrada en el Cementerio Monumental de Milán.

## Filmografía
- Veli di giovinezza (1914)
- La monella (1914)
- L'ammiraglia, de Nino Oxilia (1914)
- Le nozze di Vittoria, de Ugo Falena (1917)
- Ninì Falpalà, de Amleto Palermi (1933)
- Felicita Colombo, de Mario Mattoli (1937)
- Nonna Felicita, de Mario Mattoli (1938)
- Frenesia, de Mario Bonnard (1939)
- Il sogno di tutti, de Oreste Biancoli, László Kish (1940)
- La zia smemorata, de Ladislao Vajda (1940)
- Stasera niente di nuovo, de Mario Mattoli (1942)
- Il birichino di papà, de Raffaello Matarazzo (1943)
- Tre ragazze cercano marito, de Duilio Coletti (1944)
- Lo sbaglio di essere vivo, de Carlo Ludovico Bragaglia (1945)
- Vanità, de Giorgio Pastina (1946)
- Sambo, de Paolo William Tamburella (1950)

## Actuaciones radiofónicas
- RAI
- La colonnella, de Piero Mazzolotti, con Dina Galli, Gemma Griarotti y Giovanni Cimara. Dirección de Alberto Casella. 27 de abril de 1950.